# Stones and Eggs
『Stones and Eggs』（ストーンズ アンド エッグス）は、1999年8月25日にEpic Records / M's Factoryから発売された佐野元春の12枚目のアルバム。

## 概要
前作『THE BARN』から1年9ヶ月振りのアルバム。
前作のレコーディングとは一変し、佐野の仕事場に設けられた小さなスタジオで、ハードディスク・レコーダーやPro Toolsといったコンピュータが中心の楽曲制作を行った。この手法にしたことについて佐野は「以前よりも新しいことをやってみんなをビックリさせようという気持ちが働きがちなんだけれども、今回はそうした気持ちにとらわれず、多くのファンと時代が受け入れてくれた僕のこれまでの作品の良いところはどこなのだろうかと考えるところからレコーディングは始まった」と語っている。
2016年3月23日にはBlu-specCD2で再発売された。

## 収録曲
- 全作詞・作曲・編曲：佐野元春（特記以外）

1. GO4[注 1] -GO4-[注 2] [5:18]
2. C'mon -C'mon- [4:11]
3. 驚くに値しない -No Surprise at all- [4:19]
4. 君を失いそうさ -I'm Loosing You- [3:34]
5. メッセージ -The Message- [3:50]
6. だいじょうぶ、と彼女は言った -Don't Think Twice It's Over- [3:47]
  - フジテレビ系『奇跡体験!アンビリバボー』エンディング・テーマ[4]
7. エンジェル・フライ -Angel Fly- [5:41]
8. 石と卵 -Stones And Eggs- [3:02]
9. シーズンズ -Seasons- [3:56]
  - 前年に猿岩石に提供した「昨日までの君を抱きしめて」[5]の歌詞を変更してセルフカバーした[6]。
10. GO4 Impact -GO4 Impact- [4:40]
編曲：Kenji Furuya+BOTS for Steady & co.
  - Dragon Ashの降谷建志が、リミックスで参加している[7]。